# Katarzina Pollok
Katarzina Pollok (translitera Катерина Поллок) 1 de septiembre de 1961, Kiev, Ucrania) es una pintora y escultora de reconocimiento internacional. Es una mujer gitana sinti comprometida con las minorías y, a menudo, se ocupa de la memoria de Holocausto gitano (Porraimos). Reside en Alemania, y realiza exposiciones de arte en todo el mundo. Es hija de un niño sobreviviente del holocausto gitano.